# Erik Mongrain
Erik Mongrain (Montréal, 1980. április 12. –) kanadai gitáros, zeneszerző.

## Életrajz
Legtöbbször akusztikus gitáron játszik. Erik Mongrainre kezdetben a Metallica, Jimi Hendrix és Kurt Cobain hatott, majd Don Ross és Michael Hedges. Jelenleg az Egyesült Államokban, Kanadában és Angliában dolgozik.

## Albumok
- Equilibrium (2008)
- Fates (2007)
- Un paradis quelque part (2005)
- Les pourris de talent (2005)

## Multimédia
- Erik Mongrain – AirTap!
- Erik Mongrain – Fusions
- Erik Mongrain – Timeless
- Erik Mongrain – I Am Not
- Erik Mongrain – PercussienFa
- Erik Mongrain – The Silent Fool
- Erik Mongrain – A Ripple Effect